# حاول تفهم يا زكي
حاول تفهم يا زكي هي مسرحية مصرية، من إنتاج المسرح الجديد في عام 1979، وتمثيل محمد الشرقاوي، يونس شلبي، شيرين، محمد أبو الحسن، وتأليف لينين الرملي وإخراج د.نبيل منيب.